# Hiroki Hattori
Hiroki Hattori (服部 浩紀 Hattori Hiroki?, nacido el 30 de agosto de 1971 en Gunma) es un exfutbolista japonés. Jugaba de delantero y su último club fue el Sagan Tosu de Japón.

## Trayectoria

### Clubes
| Club              | País  | Año         |
| ----------------- | ----- | ----------- |
| Yokohama Flügels  | Japón | 1994 - 1998 |
| Kawasaki Frontale | Japón | 1998        |
| Shimizu S-Pulse   | Japón | 1999        |
| Albirex Niigata   | Japón | 2000        |
| Avispa Fukuoka    | Japón | 2000 - 2002 |
| Sagan Tosu        | Japón | 2003        |

## Palmarés

### Títulos nacionales
| Título             | Club             | País  | Año  |
| ------------------ | ---------------- | ----- | ---- |
| Copa del Emperador | Yokohama Flügels | Japón | 1998 |